# C/2013 G9 (Tenagra)
C/2013 G9 (Tenagra) — одна з гіперболічних комет. Ця комета була відкрита 15 квітня 2013 року; вона мала 19.6m на час відкриття.